# Ghiacciaio Mitterling
Il ghiacciaio Mitterling (in inglese Mitterling Glacier) è un ghiacciaio lungo circa 8,5 km situato sulla costa di Foyn, nella parte orientale della Terra di Graham, in Antartide. Il ghiacciaio, il cui punto più alto si trova 41 m s.l.m., fluisce scorrendo tra monte Vartdal e monte Hayes, fino ad entrare nella parte settentrionale dell'insenatura di Mill, andando così ad alimentare quello che rimane della piattaforma di ghiaccio Larsen C.

## Storia
Il ghiacciaio Mitterling fu così battezzato dal Comitato britannico per i toponimi antartici in onore dello storico statunitense Philip I. Mitterling, autore del libro America in the Antarctic to 1840.